# Orde van Khim Khanh
De Orde van Khim Khanh, ook wel "Kim KHanH" was een van de ridderorden van het Keizerrijk Vietnam. Toen Vietnam onder Frans koloniaal bestuur werd gebracht stelden de in Hué regerende keizers van Annam ridderorden naar Europees model in.
De orde werd ingesteld door de prowesterse keizer Dong Khanh of Nguyễn Phúc Ưng Kỷ, 阮福膺祺; Deze keizer uit de Nguyễn-dynastie regeerde onder Franse "protectie" van 1885 tot 1889. De voor dames bestemde equivalente damesorde is de Kim Boi.
De orde sluit qua ontwerp en draagwijze aan bij de Chinese voorbeelden. De Chinese keizers waren lange tijd de suzereinen van de Vietnamese keizers en het taoïstische Keizerlijk Hof in Hué werd sterk door de Chinese hofcultuur beïnvloed. China kende niet de Europese traditie van kruisen die aangaven of iemand lid van een van de ridderorden was. In plaats daarvan droeg men met bijzondere dieren geborduurde gewaden, pauwenveren op de hoed of andere kledingstukken die niet zonder keizerlijke toestemming mochten worden gedragen.
De Orde van Khim Khanh lijkt op de Chinese voorbeelden omdat het om een deel van een kostuum lijkt te gaan. Het is ook geen kruis. De vele kralen of "Tien" zijn kenmerkend voor de oosterse onderscheidingen. Het aantal Tien was bepalend voor de graad en Klasse waarin de Orde van Khim Khanh werd uitgereikt. Waar men in het westen genoegen nam met een kruis waarvan de nominale waarde gering was en de eer dat kruis te dragen voorop stond is bij een onderscheiding als de Khim Khanh het in het versiersel gebruikte goud belangrijk.
De orde werd aan mandarijnen, de hoge bestuursambtenaren van de naar Chinees voorbeeld georganiseerde bureaucratie, en aan hoge militairen toegekend. In de 19e eeuw volgden ook decoraties van westerlingen zoals de Franse presidenten. Dan ging het om een "Bijzondere Klasse" in een kostbare uitvoering met koraal en zoetwaterparel. Het versiersel is voor West-Europese ogen niet dadelijk als een onderscheiding voor heren herkenbaar. De vorm en de bonte kleuren van de kraaltjes die "Tien" worden genoemd doen eerder aan een ouderwets damestasje of een oosters sieraad denken.
In een eenvoudiger uitvoering werden ook Franse bestuursambtenaren van het aan Frankrijk onderworpen Vietnam gedecoreerd.
Het versiersel past wel goed bij de traditionele geborduurde zijden gewaden van de mandarijnen.
Het versiersel is een aan een veertig centimeter lange keten van fijne gouden schakels gedragen ceremoniële Vietnamese gong. De keten eindigt in een knoop van schakels en borduurwerk van gele zijde. Deze gong bestaat uit twee gehamerde gouden platen die rug-aan-rug zijn gesoldeerd. Populaire oosterse symbolen als de parel in de vijftenige klauw van de draak, twee draken, en het Yin-Yang symbool zijn herkenbaar.
De Chinese karakters betekenen "Uitdrukking van de dank en betoonde gunst". Op de keerzijde staat "Uitgereikt door Zijne Majesteit ........ ". Daaronder is borduurwerk van oranje en witte kralen in de vorm van een (gelukbrengende) vleermuis aangebracht. Daaraan hangt een garnituur van oranjerode kralen van koraal en witte kralen van zoetwaterparels, passementen, gouden kralen, grotere klossen uit geslepen koraal en gouden franje. Het versiersel is 85 millimeter hoog en 153 millimeter breed.
De vertaling van Kim Khanh varieert per bron. Een bron geeft "Gouden Decoratie voor onze Favoriete Onderdaan met de Drakenversiering".
Keizer Dong Khanh hervormde de Khim Khanh in januari 1887 en de voormalige keizer Bảo Đại die in 1950 staatshoofd en president van Vietnam was wijzigde de statuten in 1850 voor de laatste maal. De Republiek Vietnam heeft de Orde van Khim Khanh bij de hervormingen van 1957 aangehouden. Men kende de Khim Khanh toe aan mandarijnen, ministers en hoge bestuurders voor militaire en burgerlijke verdiensten.
De Khim Khanh is een zeer oude onderscheiding. Het is niet bekend hoe oud maar de Vietnamese mandarijnen en militairen droegen al eeuwen Khim Khanh en Tien. De oorspronkelijke naam van de onderscheiding was "Dai Nam Kim Khanh" of "Dai Hang Kim Khanh" voor de Ie Graad en "Kim Khanh" voor de IIe Graad.
De Vietnamese Keizer Dong Khanh (1885-1889) gaf het versiersel in 1887 vier graden.
- Ie Klasse of "Grote Khim Khanh". De gong werd met edelstenen versierd.
- IIe Klasse of "Middelgrote Khim Khanh" met gouden gong.
- IIIe Klasse of "Lagere Khim Khanh" met zilveren gong.
- IVe Klasse of "Kleine Khim Khanh" met bronzen gong.

Keizer Thanh Thai (1889 - 1907) hervormde de Khim Khanh en bepaalde dat er in het vervolg drie klassen zouden zijn.
- Ie Klasse
- IIe Klasse
- IIIe Klasse

President Bảo Đại (keizer van 1926 tot 1945) hervormde in 1950 als President van Vietnam (1949 - 1955) de Khim Khanh. De onderscheiding kreeg nu vier klassen en de Ie Klas ging meer op een gangbaar Europees ereteken lijken.
- Ie Klasse, ook wel "Bijzondere Klasse" genoemd. De Khim Khanh werd aan een goudkleurig grootlint met gouden kwasten over de schouder op de heup gedragen.
- IIe Klasse, een Khimh Khanh met gele kwasten.
- IIIe Klasse, een Khimh Khanh met groene kwasten.
- IVe Klasse, een Khimh Khanh met blauwe kwasten.

De Republiek Vietnam heeft de Orde van Khim Khanh bij een hervorming in 1957 aangehouden. Op de schriftrol op de gong was tijdens de republiek geen tekst aangebracht. De kleuren van de kralen zijn in een in 2012 in Parijs aangeboden republiekeinse Khim Khanh blauw, lichtblauw, oranje, rood en wit. De nadruk op witte en rode kralen verviel. Na de val van de Republiek Vietnam in 1973 hield de Orde van Khim Khanh op te bestaan.

## Het doosje
De onderscheiding werd gedurende het Keizerrijk, als bijzonder teken van de Keizerlijke achting, soms in een prachtig bewerkte langwerpige gouden, verguld zilveren of zilveren doos met in reliëf geciseleerde afbeeldingen van
mythologische dieren zoals de draak in de wolken, twee Feniksen, schildpadden en de traditionele gelukbrengende Chinese fo-hondjes uitgereikt. De draak is in de mythen van het Verre Oosten een brenger van geluk en voorspoed. Een draak met vijf nagels, zoals op dit doosje werd afgebeeld, is een traditioneel symbool van de Chinese en Vietnamese keizers, andere draken werden met drie tenen afgebeeld. Rond de versieringen op de bovenzijde van de doos is een versierde rand aangebracht van een, twee of drie kartelranden. De onderkant en de zijkant zijn onbewerkt. De doos is van binnen met rode zijde gevoerd.
Onder de dragers was de Soesoehoenan van Soerakarta, Pakoeboewono X. De laatste regerende keizer van Vietnam werd in zijn jeugd nog met de Khim Khanh om de hals gefotografeerd.

## Keizers met de Khim Khanh

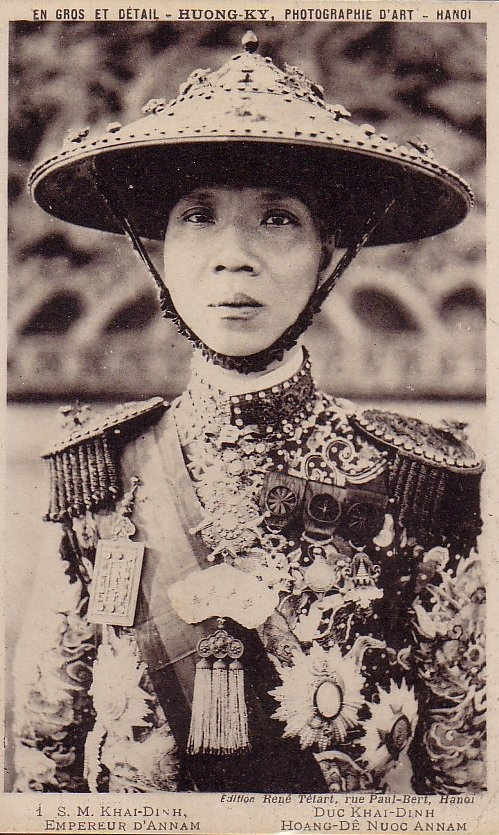
Keizer Khải Định met de Khim Khanh om de hals
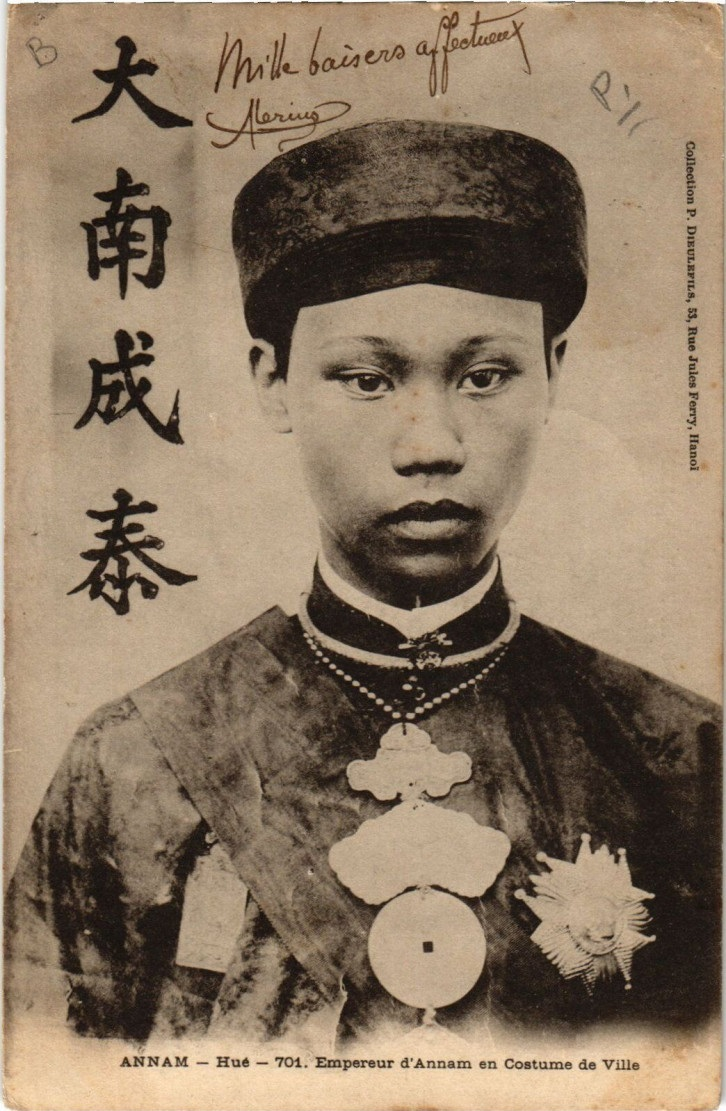
Keizer Thanh Tai met de Khim Khanh om de hals
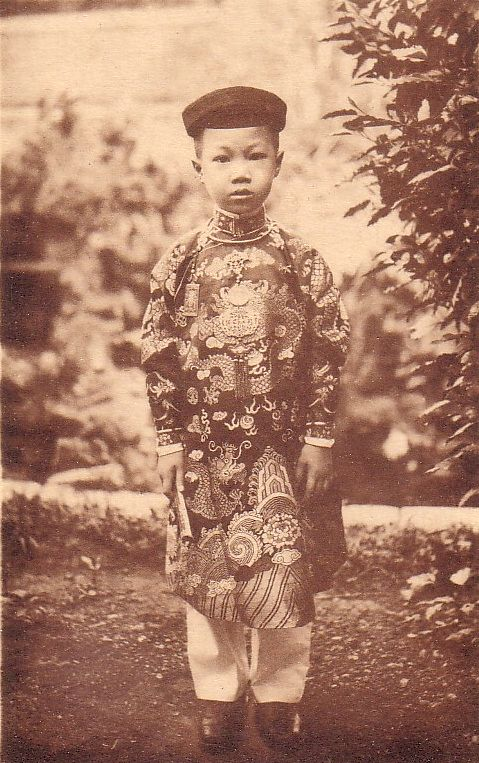
Keizer Bảo Đại met de Khim Khanh om de hals